# Liocrobyla paraschista
Liocrobyla paraschista är en fjärilsart som beskrevs av Edward Meyrick 1916. Liocrobyla paraschista ingår i släktet Liocrobyla och familjen styltmalar.
Artens utbredningsområde är Fiji. Inga underarter finns listade i Catalogue of Life.